# Pietà Rondanini
La Pietà Rondanini est une sculpture non finito en marbre de Michel-Ange représentant Marie (mère de Jésus), debout, soutenant le corps du Christ, sculptée en 1552-1553 (première version) et remaniée de 1555 à 1564 environ. Elle mesure 1,95 mètre de hauteur et est exposée depuis le 2 mai 2015, dans le nouveau musée, installé dans l'ancien hôpital espagnol du Cortile delle Armi du château des Sforza de Milan.
Le nom Rondanini fait référence au fait que la sculpture se tenait pendant des siècles dans la cour du palazzo Rondanini à Rome.
Il s'agit du dernier ouvrage de l'auteur qui, selon des sources, y aurait travaillé jusqu'à quelques jours avant sa mort.

## Histoire
Dans les dernières années de sa vie, Michel-Ange ne s'est consacré à la sculpture qu'occasionnellement et à des fins presque exclusivement personnelles. En particulier, selon ce que rapportent ses biographes Ascanio Condivi et Giorgio Vasari, c'était le désir de l'artiste d'achever une Pietà à placer sur sa sépulture, qui fut d'abord prévue à la basilique Sainte-Marie-Majeure à Rome et, peut-être, repensée plus tard à Florence.
L'artiste tenta de sculpter, vers 1550, la Pietà dite "Bandini" qui se brisa à cause d'une imperfection du marbre alors qu'il était à un stade déjà avancé, provoquant sa colère, à tel point qu'il tenta de la détruire avec un marteau, puis la laissa à l'abandon. Certaines sources soulignent que le biographe Giorgio Vasari a fait référence à cette Pietà en 1550, suggérant que la première version était peut-être déjà en cours à cette époque.
Plusieurs sources indiquent qu'il y a eu en réalité trois versions, celle-ci étant la dernière, .

### Première version

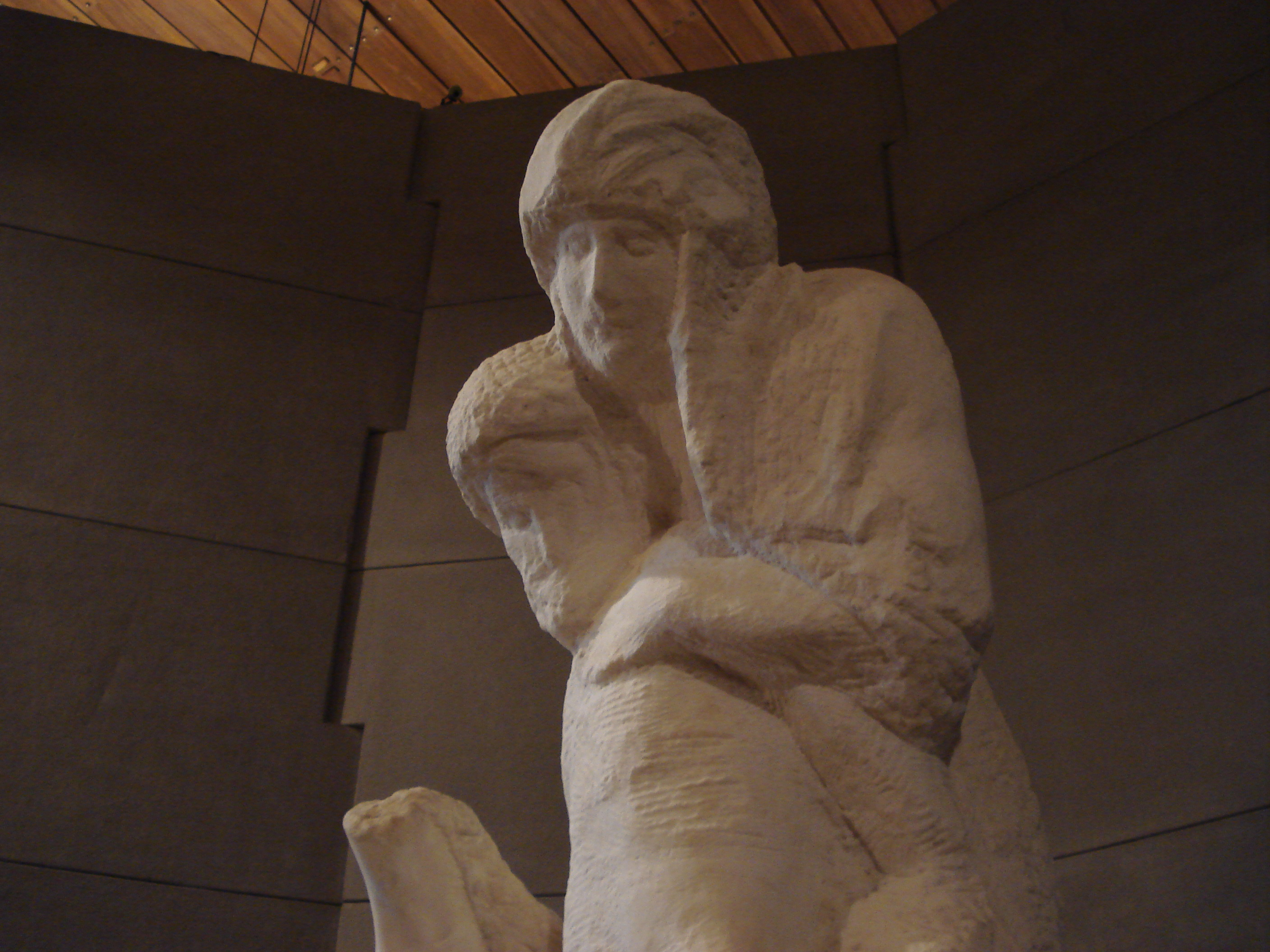
Détail.

La conception d'une nouvelle Pietà remonte aux années 1552-1553, lorsque l'artiste sculpte un groupe qui ne comprend probablement que la Vierge Marie qui soutient, par derrière, son fils s'affaissant vers l'avant, le tenant presque droit sous les aisselles. Une copie de cette version a été mentionnée par Charles de Tolnay dans la Pietà degli angeli de Federico Zuccari (sur un modèle antérieur de Taddeo Zuccari ) à la Galerie Borghèse, mais il existe aussi une feuille avec des croquis au Christ Church (Oxford), ce qui témoigne d'études aux résultats très différents de la version connue aujourd'hui.

### Deuxième version
Quelque temps plus tard, à partir de 1554 environ, Michel-Ange élabore une nouvelle version, remettant en cause l'ensemble de la statue : du corps de Marie il obtient une nouvelle figure du Christ (de la figure précédente il ne garde que les jambes fléchies), tandis qu'il trouve l'espace pour obtenir un nouveau corps pour Marie dans l'épaule gauche et la poitrine de l'ancien corps du Christ. Dans cette version, le Christ se fond dans le corps de la Vierge qui le soutient.
La Pietà Rondanini est la dernière œuvre réalisée par Michel-Ange. On sait par une lettre de Daniele da Volterra à Leonardo Buonarroti qu’il y travaillait encore six jours avant sa mort, survenue le 18 février 1564. L'œuvre est en effet retrouvée dans l'atelier de Michel-Ange après sa mort et inventoriée comme suit : « Statue commencée pour un Christ et une autre figure au-dessus, collés ensemble, bruts et inachevés » .

### Événements ultérieurs

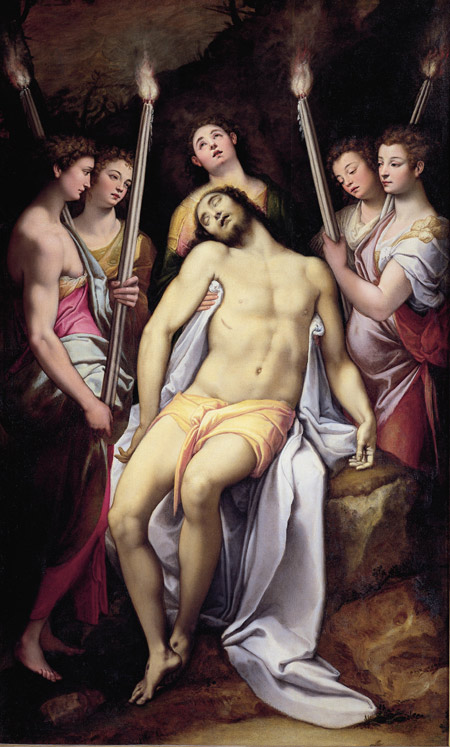
Federico Zuccari, Pietà des anges.

Par acte notarié du 21 août 1561, Michel-Ange lègue sa Pietà à son fidèle serviteur, Antonio del Franzese,. En 1652, l'œuvre se trouve dans un atelier romain, où elle est vue par Gian Domenico Ottonelli et Pierre de Cortone.
En 1744, elle est achetée par les marquis Rondanini (Rondinini), d'où le nom actuel, qui la placent dans une niche de la bibliothèque du Palazzo Rondanini, Via del Corso (Rome). Un catalogue répertorie la Pietà Rondanini en 1807 parmi la collection du marquis Rondanini à Rome. Goethe qui habite en face du palais Rondanini de novembre 1786 à avril 1788, et connait sa collection, ne la mentionne toutefois pas.
Le palais est acheté en 1904 par le comte Roberto Vimercati-Sanseverino et l'œuvre, qui est restée dans le bâtiment (le ministère de l'Éducation de l'époque a renoncé à son droit préférentiel de souscription par écrit), est placée sur une base constituée d'un autel funéraire romain de l'époque Trajane, représentant les époux Marco Antonio et Giulia Filumena Asclepiade, au-dessus duquel elle est restée jusqu'en 2015. Entre la base et le groupe de marbre de Michel-Ange, il n'y a pas de goupilles de positionnement, mais seulement de fines plaques de plomb placées sur les côtés de la base pour améliorer la stabilité du groupe. À la mort du comte, la Pietà est déplacée par les héritiers dans une villa romaine qui leur appartient, où il est possible de la visiter.
La ville de Milan en a fait l’acquisition auprès du comte Sanseverino Vimercati en 1952, et l'affecte aux Collections civiques du château des Sforza.
En 2004, une intervention conservatrice méticuleuse est réalisée, visant à éliminer les différentes substances (peintures, stucs, mortiers) qui ont taché la pierre et la patine jaune-brun qui recouvre à la fois le piédestal et l'œuvre. Lors de cette intervention, des contrôles sont également effectués pour s'assurer de l'appartenance du fragment dit Borghèse au même bloc de pierre. Ce fragment, découvert à Rome dans les années 1950, est une tête du Christ. Bruno Mantura, surintendant de la galerie nationale d'Art moderne et contemporain de Rome, dans un essai publié en 1973 l'avait attribué à Michel-Ange, estimant qu'il s'agissait de la tête du Christ dans la première version de la Pietà. À l'occasion de la fin des travaux de restauration, les deux œuvres sont exposées ensemble, mais les investigations menées sur le marbre permettent d'exclure l'appartenance du fragment au bloc de la Pietà Rondanini .

## Descriptif et style

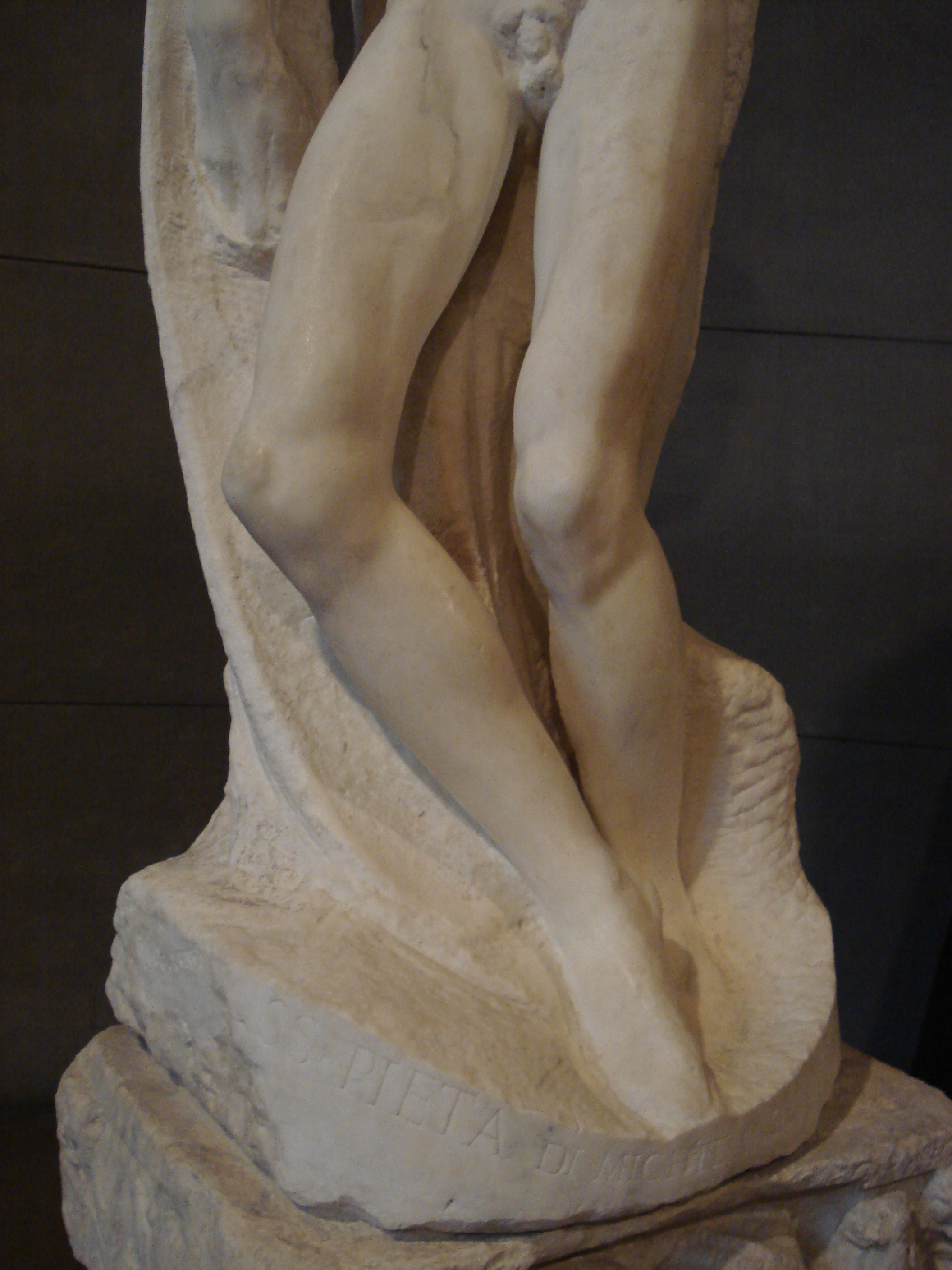
Jambes du Christ.

La nouvelle composition verticale est très innovante et démontre les capacités inventives de l'artiste alors âgé de 80 ans.
Dans le groupe, alternent des parties terminées, attribuées à la première ébauche, et des parties inachevées, liées à des réflexions sur la deuxième version jamais terminée. Les pièces finies sont le bras droit du Christ, détaché du reste du corps et brisé à une hauteur juste au-dessus du coude, les jambes du Rédempteur et des traces d'une orientation différente du visage de la Vierge.
Les parties relatives à la nouvelle élaboration sont au contraire le nouveau visage et corps de la Vierge, le torse très fin et la tête du Christ. Toute l'attention de l'artiste est focalisée sur la relation entre la mère et l'enfant mort. Le torse du Sauveur, légèrement penché en avant, est pressé contre le corps de la Vierge comme pour former un ensemble touchant, avec une grande tension émotionnelle. À ce propos Luigi Serenthà écrivit : un « mouvement imparable du corps du Christ mort dans le corps de la Mère, [...] ingénieusement fondu dans le sublime inachevé » . Marie ne semble plus tenir son fils dans ses bras, mais les deux semblent plutôt s'unir dans une étreinte qui, de toute façon, ne peut retenir le corps du Christ, qui semble s'échapper impuissant, comme le révèle la progressivité et la flexion inévitable des jambes. Marie elle-même a une silhouette aérienne et légère, qui n'essaie pas de retenir le corps de son fils.
Vue de côté, la statue apparaît courbée vers l'avant. Cette courbure donne une impression d'élan vers le haut comme le suggère peut-être un épisode comme la mort du Christ proche de la Résurrection.
L'état actuel du bloc et quelques dessins ne permettent que des hypothèses sur la composition d'origine et le premier état du bloc : c'est l'expression d'un pathétique extrême , renforcé par l'inachèvement.

## Analyse

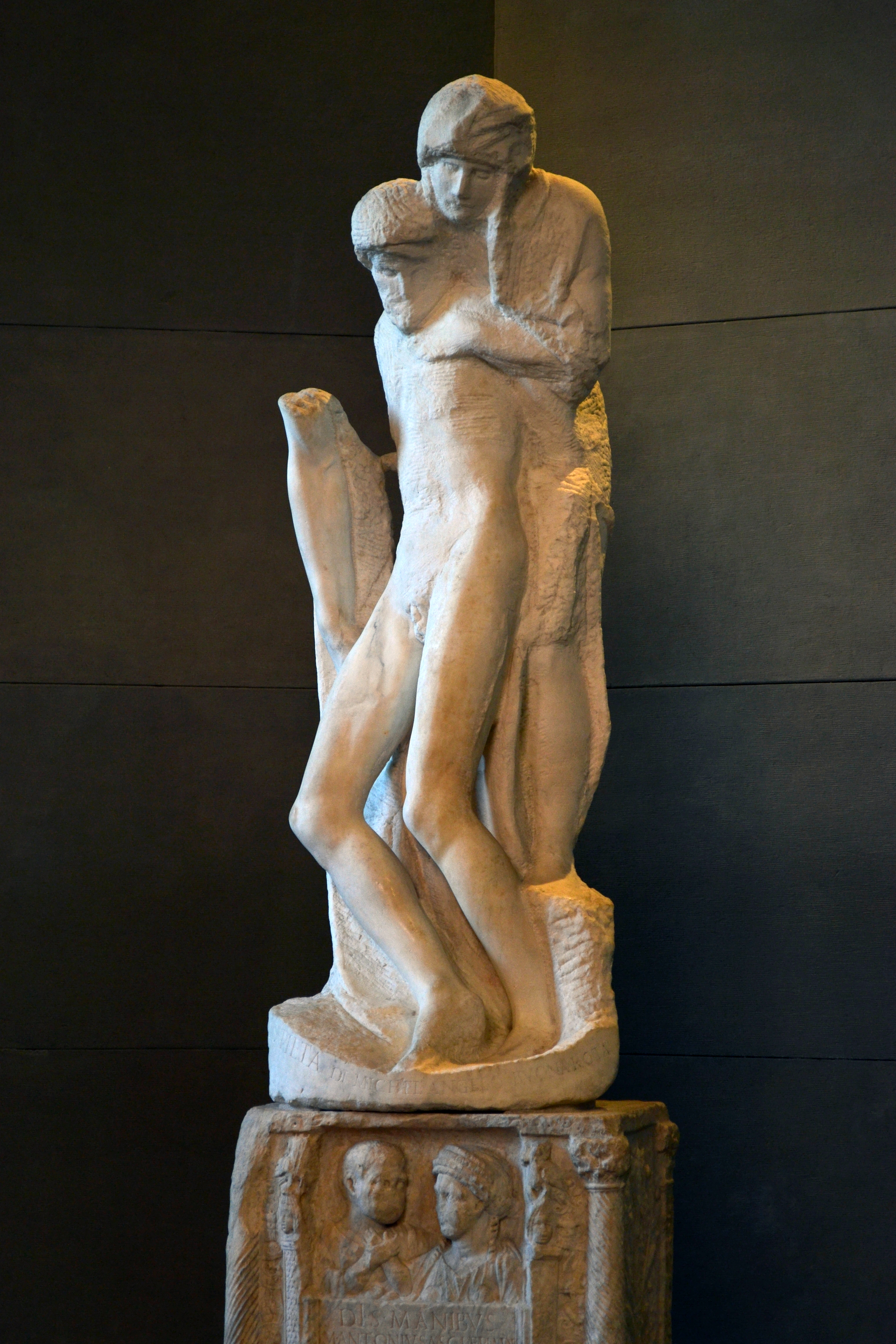
Pietà Rondanini.

Cette dernière sculpture de Michel-Ange a le plus souvent été lue à la lumière de la crise spirituelle qu'il traversa pendant les dernières années de sa vie, souhaitant « renoncer complètement au monde et reporter toutes ses pensées à Dieu». En effet à cause du traitement par Michel-Ange des deux personnages, comme deux blocs blottis l'un contre l'autre (il est allé jusqu'à détacher le bras droit du Christ du reste de son corps), du rythme ascensionnel, de l'épurement des formes, la Vierge et le Christ allongés s'écartent des figures idéalisées qui illustraient le style antérieur du sculpteur et auraient plus de ressemblance avec les figures atténuées de la sculpture gothique qu'avec celles de la Renaissance,. Les figures allongées rappellent le style utilisé dans le maniérisme,.
Elle exprime l'idée de Dieu fait homme et triomphant, non par la majesté et la puissance divine, mais par l'acceptation de la souffrance et du sacrifice, c'est-à-dire aux conditions qui sont accessibles à l'homme pour une union avec Dieu.
La qualité inachevée de l'œuvre correspond aux progrès tardifs de Michel-Ange s'éloignant du réalisme et de l'humanisme, vers un néoplatonisme mystique dans lequel il concevait une sculpture comme latente dans le marbre et nécessitant simplement l'élimination de la matière superflue ; de cette manière, il semble avoir privé ses symboles humains de qualité corporelle dans une tentative de transmettre directement une idée purement spirituelle.
Les deux figures inachevées sont ont centre de la sculpture, tandis qu'un bras isolé du Christ témoigne encore de la première idée d'une Pietà légèrement plus grande. Michel-Ange a laissé ce bras en place alors qu'il ne pouvait manquer de le gêner dans la poursuite de son travail sur le reste du bloc. Dans le cas de tout autre artiste, on verrait dans une telle sculpture l'illustration d'un échec. Dans le cas de Michel-Ange, il convient sans doute de parler plutôt d'un « testament de marbre ». La Pietà Rondanini représente l'ultime conséquence de la volonté créatrice de l'artiste et de sa conception de l'art. Dès la Bataille des centaures, et dans des peintures tardives comme le Jugement dernier et les fresques de la chapelle Pauline, Michel-Ange a laissé loin derrière lui l'imitation servile de la nature, de sorte qu'en dernier ressort, une image fragmentaire de la nature pouvait elle-même prendre une valeur artistique. De l'acceptation d'une pièce inachevée comme une œuvre d'art de plein droit (comme aussi les Prisonniers du tombeau de Jules II), nait un art émancipé du commanditaire et une esthétique autonome dont l'invention se doit précisément à Michel-Ange.
Il a également été suggéré que la sculpture ne devrait pas être considérée comme inachevée, mais comme une œuvre dans un processus continu de rendu visible par le spectateur lorsqu'il se déplace pour la voir sous plusieurs angles.
Cette dernière sculpture reprend le thème de la Vierge Marie pleurant le corps émacié du Christ mort que Michel-Ange avait exploré pour la première fois dans sa Pietà de 1499. Comme sa dernière série de dessins de la Crucifixion et la sculpture de la Pietà Bandini destinée à son propre tombeau, elle a été réalisée à une époque où le sens de Michel-Ange de sa propre mortalité grandissait. Il a travaillé sur la sculpture toute la journée, six jours seulement avant sa mort
Cette Pietà témoigne de la volonté inconditionnelle de Michel-Ange de créer une sculpture pour son propre tombeau alors même que le déclin de ses forces physiques rendait une telle entreprise pratiquement irréalisable.

## Postérité
L'artiste visuelle sud-africaine Marlene Dumas a basé sa peinture de 2012 Hommage à Michel-Ange sur la Pietà Rondanini.